# Poropuntius genyognathus
Poropuntius genyognathus är en fiskart som beskrevs av Roberts, 1998. Poropuntius genyognathus ingår i släktet Poropuntius och familjen karpfiskar. IUCN kategoriserar arten globalt som livskraftig. Inga underarter finns listade i Catalogue of Life.